# 박승환 (1869년)
박승환(朴昇煥, 1869년 9월 7일 ~ 1907년 8월 1일)은 대한제국의 군인이며 순국지사이다. 아명(兒名)은 박성환(朴星煥)이며 호(號)는 운파(雲坡)이다.

## 생애
1869년 9월 7일 한성부 반촌(泮村)에서 박주표(朴周杓)와 남양 홍씨 사이에서 출생하였다. 1887년 무과에 급제하였다. 1896년 9월 28일 무관학교에 입학하였다. 1897년 3월 21일 졸업하고 육군 보병 참위(소위)로 임관하였다. 1904년 2월 15일 육군 참령(소령)으로 진급하여 시위 제1연대 제1대대장을 맡게 되었다.
그는 대한제국군 참령으로 시위 연대 제1대대장으로 재직 중에, 1907년 고종 황제가 일본에 의해 강제로 제위를 빼앗기자 궁중에 돌입하여 복위 운동을 펴려다가 고종에게 해가 미칠까 두려워 중지하였다. 이 해 8월 군대 해산을 위해 대대장 이상의 장교를 일본군 사령부에 집합시키자 병을 핑계로 나가지 않고 서소문 병영에 머물러 있다가 군대 해산령이 내리자
| “ | 군인으로서 나라를 지키지 못하고 신하로서 충성을 다하지 못하였으니, 만번 죽은들 무엇이 아깝겠는가(軍不能守國 臣不能盡忠 萬死無惜) | ” |
|   | — 《박승환 유서》 |   |

| “ | 종묘와 사직이 이미 망했고 나라의 방위도 이에 따라 사라졌다. 나는 군인의 신분이니 의리상 구차히 살 수가 없다. | ” |
|   | — 조소앙(趙素昻, 본명 조용은, 1887년 ~ 1958년)의 《박승환전》                                                |   |

라는 유서와 유언을 남기고 권총으로 자살하였다. 박승환의 죽음이 알려지자 휘하의 시위 제1연대 제1대대 장병 일부가 봉기하여 반일 무장투쟁을 개시하여 남대문 전투의 도화선이 되었다. 박승환이 자결한 이후 일본정부가 그 명예를 훼손하였는데, 1909년 하얼빈역에서 안중근이 이등박문을 사살함으로써 그가(안중근) 죽은 박승환의 원수를 갚았다.
사후 1962년 대한민국 정부에 의해 건국훈장 대통령장(복장)이 추서되었고, 2003년 8월의 호국인물로 선정되었다.

## 계급 및 품계 변동
- 1897년 3월 21일 : 보병 참위 (2nd Lieutenant, 소위)
- 1898년 5월 9일 : 6품 승진
- 1898년 9월 12일 : 정3품 승진
- 1899년 11월 11일 : 부위 (1st Lieutenant, 중위)
- 1900년 7월 23일 : 보병 정위 (Captain, 대위)
- 1903년 12월 26일 : 종2품 승진
- 1904년 2월 15일[2] : 참령 (Major, 소령)

## 가족 관계
- 아버지 : 박주표(朴周杓)
- 어머니 : 남양 홍씨
  - 본인 : 박승환
    - 아들 : 박정흡
      - 손자 : 박대종(朴大鐘, 1917 ~ 1995)[3]
      - 손자 : 박왕종(朴王鐘, 1936 ~ )

## 같이 보기
- 독립유공자로 대통령장을 수여받은 사람

## 참고 자료
- 박승환 : 독립유공자 공훈록 - 국가보훈처
- 이 문서에는 다음커뮤니케이션(현 카카오)에서 GFDL 또는 CC-SA 라이선스로 배포한 글로벌 세계대백과사전의 내용을 기초로 작성된 글이 포함되어 있습니다.
- 네이버캐스트 박승환
- 1962년 대한민국 건국공로 훈장 대통령장 추서
- 1997년 대한민국 국가보훈처가 선정한 이달의 독립운동가
- 2003년 전쟁기념관이 선정한 8월의 호국인물[깨진 링크(과거 내용 찾기)]